# أحلام وهبي
أحلام وهبي (6 حزيران/يونيو 1938 - 28 تموز/يوليو 2020) مطربة عراقية، واسمها الحقيقي سهام، وقد أشرفت على تربيتها المطرية منيرة الهوزوز. بدأت الغناء في العام 1957، ولها عدة أغنيات، كما كانت لها مشاركات في التمثيل السينمائي.

## بداياتها
ولدت أحلام (سهام) في البصرة عام 1938، وعاشت في بغداد، وقد تكون ابنة الفنانة منيرة الهوزوز، (أو أنها أشرفت على تربيتها)! وكالفنانة منيرة، امتازت أحلام بصوت مميز لا يشعر من يسمعة سوى بالالفة إذ امتازت بصوتها الجميل.
عندما بدأت أحلام تعي الفن كانت منيرة قد اعتزلت الغناء، بينما واصلت أحلام ارتياد دور السينما ومشاهدة الافلام العربية. وعندما تخرج من مشاهدة الفلم كانت تحفظ الاغاني وترددها، وتأخذ بترديدها.
تقدمت أحلام إلى اختبار الإذاعة في بداية الخمسينات ولكنها فشلت في الاختبار بعد أن قدمت أغنية فلكلورية شائعة، وكانت انطلاقتها الحقيقة عام 1958 عندما قدمت أغنية «عشاك العيون» وقد نجحت أحلام في هذه الاغنية على اعتبارها أغنية ذات طابع شعبي مألوف. وغنت أيضاً أغنية والله حرت وياج ياعيني. وفي الفترة ما بين 1958-1959 قدمت أحلام عددًا من الاغاني الجميلة مثل «سبعة أيام من عمري» و«وحيدة يا يمة» و«هلهلي وغنيلي يوم الفرح».

## المرحلة الثانية
يمكن اعتبار المرحلة الثانية التي مرت بها أحلام وهبي مع الملحن ناظم نعيم حيث قدم لها أول لحن أغنية «هاي من قسمتي» و«عندي هدية للولف وردة» واما آخر لحن فكان «الله الله من عيونك» والتي لاقت نجاحاً، ومن ثم لحن لها عباس جميل ورضا علي وياسين الراوي وغيرهم.. ومن أشهر اغاني هذه المرحلة «أنت لا تعتب عليه» و«حلوين السمر والبيض أحلى» و«تسلم يا حبيبي عيونك الزركة» وغنت أحلام وهبي ثنائية مع المطرب «أحمد سلمان» والمطرب "فاروق هلال"، وقدمت الاغني الدعائية والسياحية.

## السينما
على مستوى السينما اشتركت بفيلم «بصرة ساعة 11» حيث قدمت أغنية «الشقاوة»، كما اشتركت في فيلم «ليالي العذاب» مع الممثل سليم الوكيل وكان ذلك سنة 1961 وعرض الفيلم على شاشة سينما الخيام، كما اشتركت بالفيلم العربي «بأمر الحب» الذي أخرجه «أحمد سلمان» عام 1961 وقد عرض الفيلم في بيروت.

## في بيروت
عاشت أحلام وهبي لفترة طويلة في بيروت حيث انتقلت للعيش هناك عام 1970، وخلال اقامتها في القاهرة لحن لها بليغ حمدي - مع النجوم، كما لحن لها منير مراد أغنية «فلاحة» ولحن لها سيد مكاوي أغنية «أيه شكل الحب يمه»، وعادت أحلام وهبي إلى بغداد عام 1975 بعد خمس سنوات عاشتها في بيروت. وعند عودتها إلى بغداد قامت بتسجيل اغاني والدتها القديمة مثل «عيني عالهوزوز» و«كلبك صخر جلمود» وغيرها.

## اعتزالها
اعتزلت أحلام الغناء في بداية تسعينات القرن العشرين، واستمرت تمتاز بحيوية صوتها وأدائها، ثم اختفت عن الأضواء، وعاشت في منزلها في بغداد، حيث عانت من إهمال وتجاهل المسؤولين لها، مع العلم أنها خدمت الفن العراقي لأكثر من 40 سنة.

## روابط خارجية
- أحلام وهبي على موقع قاعدة بيانات الأفلام العربية
- أحلام وهبي على موقع ديسكوغز (الإنجليزية)